# Carl Panzram
Carl Panzram ou Charles Panzram, né le 28 juin 1892 à Warren (Minnesota) et mort le 5 septembre 1930 à Leavenworth (Kansas), est un criminel de droit commun devenu tueur en série et qui a sévi durant les années 1920 aux États-Unis. Dans son autobiographie ainsi que dans ses confessions faites en prison, il déclare avoir commis 21 meurtres, la plupart n'ayant pu être vérifiés. Après une suite de périodes d'emprisonnement et de cavale, il est condamné à mort pour le meurtre d'un gardien de prison et exécuté le 5 septembre 1930 à la prison de Leavenworth, Kansas.

## Jeunesse 1892-1906
Né Carl Panzram dans une famille d'immigrés prussiens, il est élevé dans la ferme familiale par ses parents John et Matilda Panzram avec ses 5 frères et sœurs. Il est arrêté pour la première fois en 1899 à l'âge de 8 ans, saoul, pour désordre sur la voie publique. En 1903, il est emprisonné brièvement, puis après avoir volé une arme à feu dans la maison d'un voisin il est placé, le 11 octobre 1903, auprès de la maison de correction de Red Wing (Minnesota), où il déclarera plus tard avoir été victime de mauvais traitements et d'abus sexuels, et qu'il incendiera le 7 juillet 1905,.
Arrivé à l'adolescence, il est alcoolique, a multiplié les larcins divers et les cambriolages et finit par s'enfuir en janvier 1906 à l'age de 14 ans, après avoir tenté de tuer le pasteur d'une église luthérienne, pour devenir un criminel itinérant voyageant souvent dans des trains de marchandises.

## Carrière criminelle 1907-1920
En 1907, après s'être enivré dans un saloon de l'état du Montana, Panzram s'engage dans l'armée, où il se rend rapidement coupable de vol. Il passe 3 ans de travaux forcés à la prison militaire de Fort Leavenworth de 1908 à 1910. Le Secrétaire à la Guerre des États-Unis de l'époque, William Howard Taft, avait approuvé cette peine. Panzram écrira par la suite que "le peu de bonté qui restait en (lui) avait disparu pendant cette incarcération".
Après sa libération et son renvoi de l'armée, Panzram renoue avec sa vie de criminel itinérant, volant tout ce qui se trouve sur son chemin, bateaux inclus, et sera arrêté et emprisonné à plusieurs reprises, sous différentes identités dans différents états. « Jeff Davis » dans l'Idaho, « Jefferson Davis » en Californie et dans le Montana, « Jeff Rhodes » dans le Montana, « Jack Allen » et « Jefferson Baldwin » dans l'Oregon, « John King », « John O'Leary of Nevada » dans l'État de New York. Refusant souvent les ordres du personnel pénitentiaire et les attaquant physiquement à la première occasion, il est soumis à des punitions brutales.
Dans son autobiographie, Panzram se décrit comme la « haine incarnée », n'hésitant pas à violer les hommes qu'il vient de voler. Il est reconnu pour sa forte stature et sa force physique ("fort comme 3 hommes"). Il admettra que l'une des rares fois où il travaillera légalement, cela sera en tant que briseur de grève contre des travailleurs syndiqués.
Panzram affirme dans son autobiographie de 1929 qu'après une courte peine de prison purgée à Rusk (Texas) il se rend au Mexique durant l'hiver 1910, puis au Texas où il déclare avoir enlevé et étranglé un homme pour lui voler 35 dollars.
Durant l'été 1911, il est arrêté sous la fausse identité de Jefferson Davis à Fresno (Californie).
On retrouve sa trace en 1913 dans l'Oregon où il est arrêté pour vol à main armée, agression et sodomie. Il s'enfuit de prison, avant d'être arrêté de nouveau dans l'Idaho. Il s'enfuit et son itinérance criminelle, qui n'est pas encore meurtrière, le conduit à la prison d'État du Montana où il est emprisonné du 27 avril 1913 au 3 mars 1915.
En juin 1915, après un cambriolage à Astoria (Oregon), il est condamné à 7 ans de prison au centre pénitentiaire de Salem, où il arrive le 24 juin 1915. En septembre 1915 il y aide un codétenu, Otto Hooker, à s'évader. Le gardien de prison Harry Minto est tué pendant cette évasion, c'est le premier homicide de Panzram (en tant que complice). Ses conditions d'emprisonnement sont dures, il passe plusieurs mois à l'isolement et finit par s'enfuir le 18 septembre 1917, avant d'être recapturé et de s'évader à nouveau le 12 mai 1918. Il ne retournera jamais dans le Nord-Ouest des États-Unis.

## Crimes en série 1920-1929
En août 1920, avec l'audace qui le caractérise, il cambriole une résidence appartenant à l'ancien président William Howard Taft à New Haven (Connecticut) et y vole des bijoux et le pistolet Colt M1911 de Taft. Commence alors pour lui une période de 8 ans où se succèdent les meurtres, souvent gratuits, sur plusieurs continents. Le détective Mark Gado décrit Carl Panzram comme un tueur vicieux, un violeur d'enfant, un homme sans âme.
Avec le produit du vol chez Taft il se procure un bateau à voile, l'Akista, où il entraîne des marins sous divers prétextes avant de les violer puis de les assassiner avec ce même pistolet qu'il vient de voler. Il déclare avoir tué ainsi 10 marins au total avant de jeter leurs corps à la mer dans le détroit de Long Island. Les meurtres stoppent quand l'Akista s'échoue près de Atlantic City.
Le 26 octobre 1920, Panzram, sous le pseudonyme John O' Leary, est arrêté à Stamford (Connecticut) pour cambriolage et possession d'une arme à feu chargée. En 1921 il effectue une peine de 6 mois de prison à Bridgeport (Connecticut) pour ces faits.
Immédiatement après, Carl Panzram monte sur un bateau en partance pour l'Afrique et débarque à Luanda, Angola où il travaille un temps sur un puits pétrolier avant d'y mettre le feu. Il déclare dans son autobiographie avoir ensuite enlevé, violé et tué un jeune garçon de 11 ans, et aussi avoir tué 6 hommes et jeté leurs corps aux crocodiles.
De retour aux États-Unis en 1922 après un bref passage au Portugal où il est persona non grata, il tua et viola deux petits garçons, dont l'un à coup de pierres le 18 juillet 1922 à Salem (Massachusetts), lequel sera identifié postérieurement comme Henry McMahon,. Le second aurait été retrouvé étranglé près de New Haven (Connecticut) fin 1922,,,,,,,.
Il avoue, toujours dans son autobiographie, le meurtre non corroboré d'un homme en juin 1923 avec l'arme volée à un policier à New Rochelle (État de New York). Le 29 juin 1923, Panzram, toujours sous la fausse identité de John O'Leary, est arrêté à Nyack (État de New York) puis libéré sous caution. Il est à nouveau arrêté le 26 août 1923 à Larchmont (État de New York), pour s'être introduit dans un dépôt ferroviaire, et prend 5 ans ferme à la prison de Dannemora, où il reste d'octobre 1923 à juillet 1928. Il déclare avoir tué un autre homme à Baltimore (Maryland) immédiatement après sa libération de prison.

## Dernière arrestation, condamnation et exécution
Le 30 août 1928 Panzram est arrêté à Baltimore pour un vol de radio et de bijoux à Washington D.C. ayant eu lieu le 20 août 1928,. Pendant son interrogation il confesse spontanément le meurtre de 3 jeunes garçons - celui de Salem, celui de New Haven et un troisième à Philadelphie en août 1928,.
Cette troisième victime est identifiée comme Alexander Luszock, un livreur de journaux de 14 ans.
Il confesse aussi avoir imaginé des tueries de masse, notamment l'empoisonnement des réserves d'eau d'une ville avec de l'arsenic.
Au regard de la sévérité de ses crimes, il reçoit une condamnation à 25 ans minimum en prison et retourne au pénitencier de Leavenworth (numéro d'écrou #31614) où il est mis à l'isolement. Le 20 juin 1929 il bat à mort le gardien Robert Warnke avec une barre de fer et se voit condamné à la peine capitale, condamnation dont il refuse de faire appel. 
Aux partisans de l'abolition de la peine de mort et autres militants des droits de l'homme qui le contactent pour tenter de faire commuer sa peine, il répond qu'il aimerait les tuer eux-aussi : "Les seuls remerciements que les gens de votre espèce peuvent recevoir de moi, c'est que je souhaite que vous n'ayez tous qu'un seul cou pour que je puisse l'étrangler de mes mains. Je n'ai aucune envie de changer, seulement l'envie de réformer ceux qui veulent que, moi, je change. Et je pense que la seule manière de réformer les gens c'est de les tuer.".
Pendant son séjour dans le couloir de la mort il se lie d'amitié avec un gardien du nom de Henry Lesser (1902–1983),, qui recueille ses écrits lesquels seront cités dans l'ouvrage de Thomas Gaddis et James Long de 1970, puis compilés avec d'autres documents originaux (correspondance écrite de Panzram avec Lesser et des criminologues, extrait de son dossier judiciaire, certificat de décès...) par l'Université de San Diego qui met à disposition du public d'intégralité de cette collection d'archive.
Exécuté par pendaison le 5 septembre 1930 à la prison fédérale de Leavenworth, Panzram aurait répondu au bourreau, lorsque ce dernier lui demanda s'il avait une dernière volonté: « Oui. Dépêche-toi, espèce de connard ! Depuis que tu tournes en rond, j'aurais eu le temps d'en pendre une dizaine ».

## Après sa mort
- Tim Metcalfe adapte au cinéma l'autobiographie de Panzram avec James Woods dans le rôle principal, sous le titre  Killer : Journal d'un assassin (Killer: A Journal of Murder) (1995).
- En 2012, le réalisateur John Borowski produit un documentaire sur sa vie : Carl Panzram: The Spirit of Hatred and Vengeance (en).